# Hormon
Hormoner (græsk: Hormon: stimulerende, igangsættende) er signalstoffer som udskilles fra kroppens kirtler og transporteres rundt i kroppen med blodet og agerer som kemiske budbringere, der instruerer celler til at udføre bestemte opgaver. Hormonernes sekretion (dvs. udskillelse) kontrolleres ofte af feedback-systemer. Vores hormoner kan inddeles i to typer, nemlig steroider og aminosyrederivater (aminosyrer, peptider eller proteiner), der reagerer med hver deres type receptorer (se illustrationen). Menneskets og dyrs hormonsystem kompliceres af at nogle hormoner reagerer med den samme receptor, og nogle receptorer reagerer med det samme hormon.
Biokemien bag hormonstyringen af den menneskelige organisme rækker langt bagud. Det anslås således at oxytocin-vasopressin-signalleringen har en 600-millioner udviklingshistorie.
Begrebet "hormon" blev først defineret af den engelske fysiolog Ernest Henry Starling i 1905. Hormoner har været og er stadig et stort emne for danske forskere og har også været genstand for mange kommercielle tiltag i Danmark.

## Lipofile, fedtopløselige hormoner
Steroidhormoner er hydrofobe og derfor lipofile. De kan derfor let trænge gennem cellemembranen, både på den endokrine celle, hvori hormonet dannes, og i modtagecellen. I cytoplasmaet eller i cellekernen reagerer de med kernereceptorer og regulerer transskriptionen af specifikke gener for en bestemt udvikling af cellen, jf. transskriptionsfaktorer.

## Hydrofile, vandopløselige hormoner
De hydrofile hormoner kan ikke trænge gennem en cellemembran. De bliver udskilt fra vesikler i den endokrine celle og kommunikerer med modtagecellen via receptorer på cellemembranen i signaltransduktion, se også G-protein-koblede receptorer, GPCR..
Hvor de hydrofobe hormoner uden problemer trænger ind i modtagercellen og gør deres biokemiske virkning, er de hydrofile nødt til at kommunikere med receptorer på cellemembranens yderside. Når en receptor stimuleres, startes en intracellulær proces kaldet signaltransduktion, som fører signalet fra hormonet videre til cellekernen via komplekse kaskader af biokemiske reaktioner.

## Et par eksempler
Bugspytkirtlen er en endokrin kirtel, som bl.a. producerer hormonet insulin. Der er to endokrine kirtler i hjernen: hypothalamus og hypofysen. De er overordnede endokrine kirtler. De producerer overordnede hormoner, som stimulerer udskillelsen af effekthormoner, som virker ude i kroppen.
Hypothalamus og hypofysen kommunikerer med hinanden dels via blodkar i hypofysens forlap, dels via hypofysens baglap gennem centralnervesystemet. Et hormon produceret i hypothalamus kan altså transporteres til hypofysen gennem både blodbanen og nervesystemet

## Menneskets hormoner
De 47 mest velkendte hormoner er listet og beskrevet her: 
- Adiponectin[5]
- Adrenalin, Epinephrin
- Adrenokortikotropt hormon (eng. Adrenocorticotropic hormone), ACTH
- Aldosteron[6]
- Androgener
- Androstendion
- Angiotensin[6]
- Antidiuretisk hormon (eng. Anti-diuretic hormone), ADH, Vasopressin
- Anti-Müllerian hormone, AMH; Müllerian inhibiting factor, MIF; Müllerian-inhibiting hormone, MIH; Müllerian-inhibiting substance, MIS[7]
- Calcitonin
- Cholecystokinin, CCK [8]
- Corticotrophin-releasing hormone, CRH, også kaldet corticoliberin
- Cortisol
- Dehydroepiandrosterone
- Dihydrotestosteron
- Erythropoietin, EPO også kaldet hematopoietin eller hemopoietin
- Estradiol (E2) også stavet Østradiol eller Oestradiol[9][10]
- Estriol (E3) også stavet Østriol eller Oestriol
- Estron (E1) også stavet Østron eller Oestron(e)
- Follikelstimulerende hormon, Follitropin, FSH (eng. Follicle stimulating hormone)[11][12]
- Gastric inhibitory polypeptide, GIP[13]
- Gastrin[14]
- Ghrelin[15]
- Glucagon[16]
- Glukagonlignende peptid-1, GLP-1 (eng. Glucagon-like peptide 1)  [8][17]
- Glucose-dependent insulinotropic peptide, GIP, incretin, gastric inhibitory polypeptide [18][19]
- Glukokortikoider
- Gonadotrophin-releasing hormone, GnRH[20]
- Growth hormone, GH, se væksthormon[21]
- Growth hormone-releasing hormone, GHRH
- Hepcidin[22]
- Humant choriongonadotropin, hCG (eng. Human chorionic gonadotrophin)
- Inhibin [23]
- Inkretiner
- Insulin
- Irisin
- Kisspeptin, metastin
- Kønshormoner
- Leptin
- Luteiniserende hormon (eng. Luteinising hormone), LH eller lutropin
- Melanocytstimulerende hormon (eng. Melanocyte-stimulating hormone)
- Melatonin
- Mineralkortikoider
- Oxyntomodulin [8]
- Oxytocin
- Pankreaspolypeptid, PP (eng. Pancreatic polypeptide) [8]
- Parathyroid hormone
- Peptide YY, PYY [8]
- Progesteron
- Prolactin
- Prostaglandiner
- Relaxin
- Somatostatin
- Steroidhormoner
- Tachykinin [24]
- Testosteron
- Thyroideastimulerende hormon, TSH eller thyrotropin (eng. Thyroid stimulating hormone)
- Thyrotropin-releasing hormone, TRH
- Thyroxin eller T4
- Triiodothyronine eller T3
- Vasoactive intestinal peptide [25]
- Vasopressin, Antidiuretisk hormon (eng. Anti-diuretic hormone), ADH
- Vitamin D
- Væksthormon eng. Growth hormone, GH eller HGH (for human growth hornone)
- Østrogener[26]

## Insekthormoner
Insekthormoner, se 
- Adipokinetisk hormon
- Allatostatin
- Bursicon
- Ecdyson
- Ecdysteroid
- 20-Hydroxyecdysone
- Insektdiuretiske hormoner
- Ungdomshormon, se Juvenile hormone
- Prothoracicotropisk hormon
- Vitellogenin, se Vitellogenin

## Plantehormoner
Plantehormoner er organiske molekyler som produceres i en bestemt del af en plante, for derefter at transporteres til en anden del af planten, hvor et fysiologisk respons udløses. Plantehormoner virker ligesom hormoner hos dyr, via receptorer på cellernes yderside, hvor bindingen af hormonet til receptoren udløser en effekt, ofte via second messengers. Plantehormoner er dog ikke så specifikke som hormoner hos dyr, idet plantehormoner af forskellig type kan udvirke samme effekt. Ydermere kan et plantehormon i en koncentration have en stimulerende effekt, medens det i en anden koncentration kan have en hæmmende effekt.
Nogle plantehormoner:
- Abscisinsyre
- Auxin eller IAA, indoleddikesyre
- Brassinosteroid (BR)
- Cytokin
- Ethylen
- Gibberelliner

## Eksterne links og henvisninger
1. ↑  Hormonal control of appetite in ants identified. Phys. Org. 2018
2. ↑  Store opdagelser: Hormoner - kroppens kemiske kommunikation. Videnskab.dk 2014
3. ↑  Peptide Hormone G Protein-Coupled Receptors. R&D systems
4. ↑  You and Your Hormones
5. ↑  "Role of  the  novel  adipocyte-derived  hormone  adiponectin in  human  disease. Journal of Endocrinology 2003". Arkiveret fra originalen 14. september 2022. Hentet 14. september 2022.
6. 1 2  The Renin-Angiotensin-Aldosterone System. Teach Me Physiology 2020
7. ↑  The Role of anti-Müllerian Hormone in Female Fertility and Infertility - An Overview. Review 2012
8. 1 2 3 4 5  Gastrointestinal Satiety Signals. Ann. Rev. Physiol. 2008
9. ↑  Estradiol (Østradiol). Sundhed.dk
10. ↑  Hormonbehandling i overgangsalderen. Netdoktor.dk
11. ↑  Follitropin. Sundhed.dk
12. ↑  Hormonbehandling ved fertilitetsbehandling. Netdoktor.dk
13. ↑  Gastric Inhibitory Polypeptide. ScienceDirect 2021
14. ↑  Gastrin. Sundhed.dk
15. ↑  "ghrelin". Den Store Danske (lex.dk online udgave).
16. ↑  Glukagon. Netdoktor.dk
17. ↑  Sådan virker GLP-1. Diabetesforeningen 2020
18. ↑  Glucose-dependent insulinotropic polypeptide (GIP) receptor antagonists as anti-diabetic agents. Peptides 2018
19. ↑  Glucose-dependent insulinotropic peptide. You and Your Hormones 2016
20. ↑  GnRH-agonister mod barnløshed. Min medicin
21. ↑  Growth hormone — past, present and future. Nature Reviews 2018
22. ↑  Hepcidin, a key regulator of iron metabolism and mediator of anemia of inflammation. Blood 2003
23. ↑  Inhibin. Science Direct 2022
24. ↑  Nyopdaget hormon regulerer sult, søvn og livslængde. Sciencenews.dk 2025
25. ↑  Sensory representation and detection mechanisms of gut osmolality change. Nature 2022
26. ↑  "østrogene". Den Store Danske (lex.dk online udgave).
27. ↑  Insect Hormones. Nature 2018
28. ↑  Insect Hormones. Biology pages
29. ↑  Plant hormone receptors: perception is everything. Genes and Development 2006

- Wikimedia Commons har flere filer relateret til Hormon

- Se Wiktionarys definition på ordet hormon